# Église Saint-Samson d'Ouistreham
Pour les articles homonymes, voir Église Saint-Samson.
L'église Saint-Samson est une église catholique située à Ouistreham dans le Calvados, à l'embouchure de l'Orne. Sa position en hauteur du bourg a permis de surveiller l'estuaire pendant les époques de troubles. Son caractère imposant et la richesse de son décor sont dus aux liens avec l'abbaye aux Dames de Caen et à la prospérité du village pendant la période anglo-normande, c'est-à-dire de la fin du XIe siècle au début du XIIIe siècle. Malgré les nombreuses  restaurations à toutes les époques, la nef  du XIIe siècle a gardé son caractère roman, tandis que la tour-clocher et  le chœur construits au début du siècle suivant sont de  style gothique de transition.

## Localisation
L'église est située dans le Calvados, sur la commune d’Ouistreham.

## Historique
L'église est édifiée sur l'emplacement d'une construction en bois, déjà sous la protection de Saint Samson, détruite au cours des incursions normandes. Le début de la construction de l'église en pierre date du deuxième quart du XIIe siècle après la fondation de l'abbaye de la Trinité de Caen par Mathilde, l'épouse de Guillaume le Conquérant. La dédicace, cérémonie destinée à consacrer l'église tout en la vouant à un Saint, a été faite en 1180 par Jeanne de Coulonces, sixième abbesse de la Trinité. Le patronage,
de l'église de Ouistreham et les  dîmes de la paroisse diminuées de quelques restrictions , font partie des donations octroyées par Guillaume et Mathilde  à l'abbaye de la Trinité. L'église dépendait donc de l'abbaye pour la nomination du curé et l'entretien des bâtiments, en échange de quoi les abbesses percevaient de confortables revenus dont une partie versée en nature sous forme de boisseaux de diverses récoltes, chapons à Noël, œufs à Pâques,. Les récoltes dues pour l'impôt étaient amassées dans la grange située à une vingtaine de mètres.  
En 1372, dans la période de la guerre de Cent Ans, pendant une phase de reconquête du territoire par les Français, le roi Charles V le Sage ordonne de procéder à la fortification des châteaux mais aussi des églises, pour tenter de contrer un débarquement anglais. Une terrasse est construite sur l'abside du chœur de l'église pour y installer des canons pointés sur l'embouchure de la rivière susceptible d'être investie par des bateaux ennemis. Ces canons étaient encore en place au XVIIIe siècle entre 1759 et 1773 affirme un témoin de cette époque. Trois d'entre eux ont été conservés et placés en position verticale contre la première travée du mur du bas-côté sud.
En outre la situation de l'église en hauteur face à la mer permettait au guetteur, qui avait sa chambre derrière le logement des cloches, de surveiller la côte. Il pouvait donner l'alarme en faisant de la fumée ou en tirant au canon.  En 1828, une grosse lanterne installée sur une petite plate-forme accrochée au côté nord de la tour sert de signal jusqu'à la mise en service du premier phare en 1886.

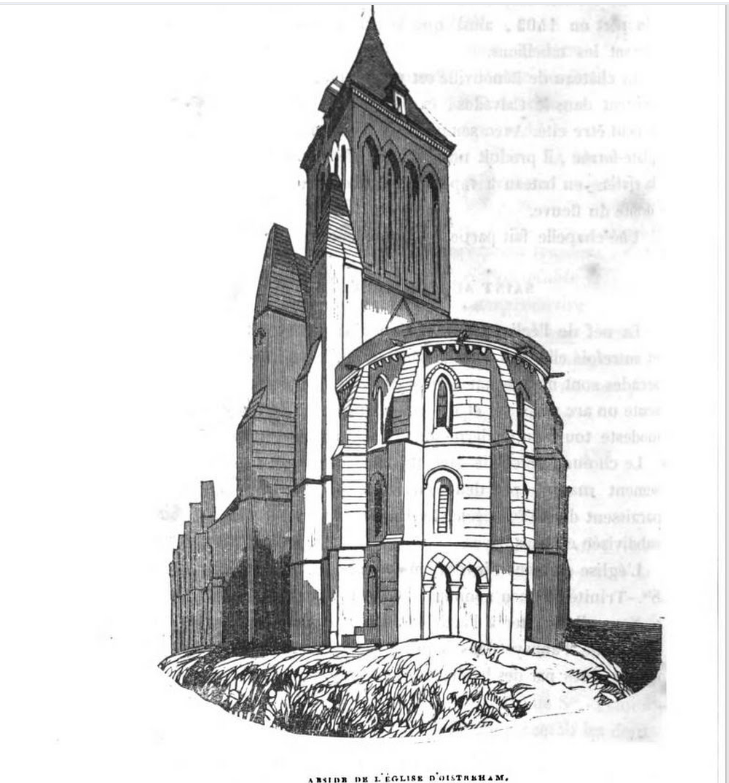
Vue du chevet de l'église encore couvert d'une terrasse
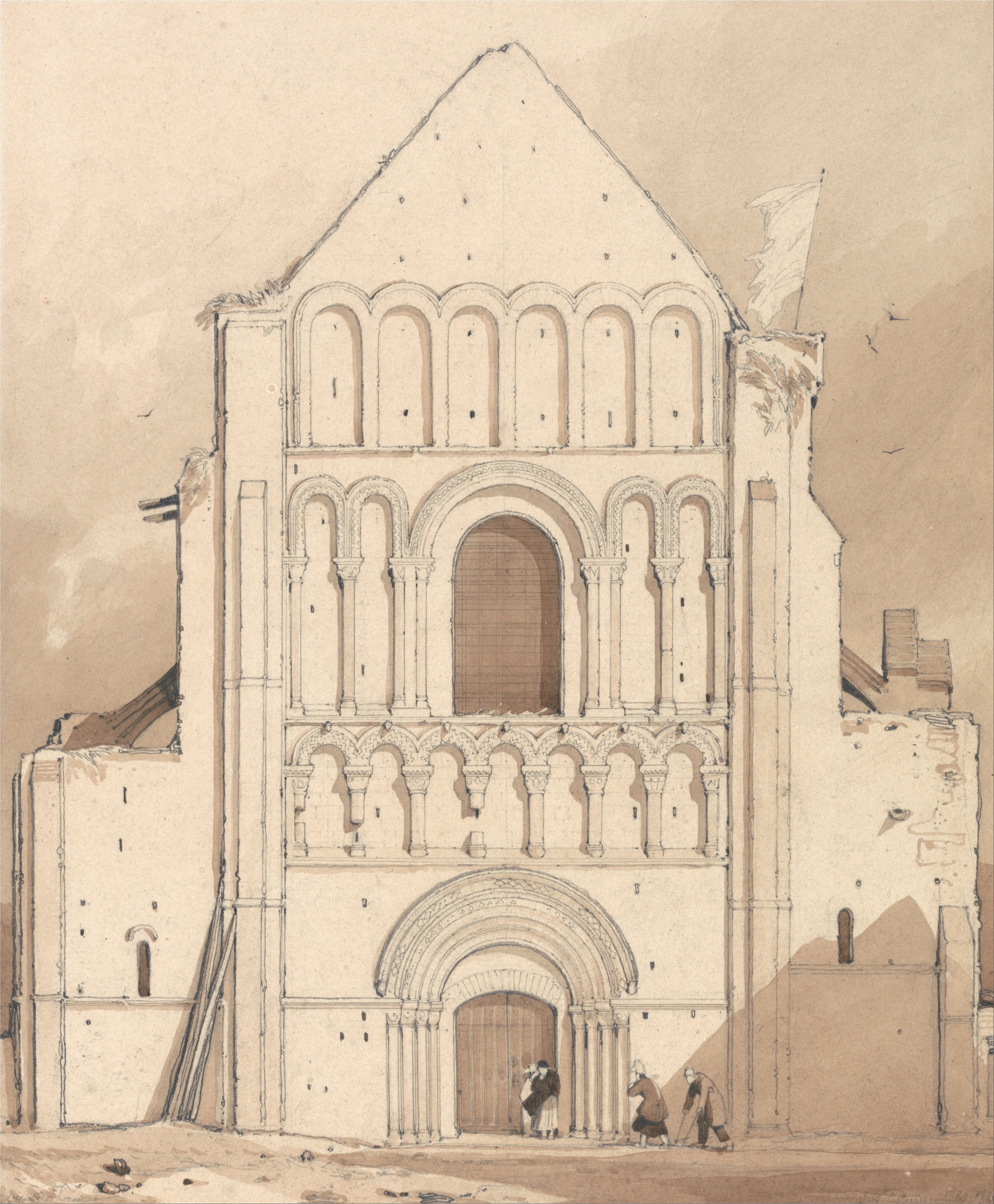
Façade occidentale en 1820

Les voûtes aussi bien que les murs saturés d'humidité ont dû être souvent remis en état au long des siècles. Dans la deuxième moitié du XIXe siècle, de gros travaux de restauration ont été réalisés par Paul Vérolles puis par Victor Ruprich-Robert et Anthime de La Rocque. La terrasse, responsable de nombreuses fuites, est recouverte d'un toit de tuiles. V. Ruprich-Robert fait démolir le parement de pierres du  XVIIIe siècle qui masquait les baies du XIIe siècle encadrées de colonnettes de la coursière. On rétablit les voûtes de bois des deux dernières travées de la nef, en revanche on rajoute un clocheton de style néo-roman à l'angle de la façade occidentale et A. De La Roque reconstruit des voûtes sexpartites au lieu des fausses sexpartites d'origine que Ruprich-Robert prévoyait de restituer. Au XXIe siècle, des travaux de réfection et de nettoyage sont entrepris, la façade occidentale retrouve sa splendeur d'origine en 2018.
L'édifice est classé au titre des monuments historiques en 1840.

## Architecture
L'église est orientée, c'est-à-dire que le chœur est tourné vers l'est comme celui de  la plupart des églises. L'entrée principale est située à l'ouest. Dans son architecture et son décor, elle présente des analogies avec l'église de la Trinité de Caen qui s'expliquent aisément par les liens entre l'abbaye et Ouistreham.

### L'extérieur
Le bâtiment est de plan allongé très simple. Il se présente sous la forme d'une nef accostée de bas-côtés suivie d'une tour posée sur l’avant-chœur et d'un chevet terminé en forme de demi-cercle.
- La façade de la nef est séparée de ses bas-côtés par des gros contreforts  plats dont l'un au sud-est est surmonté du clocheton rajouté en 1872 par l'architecte Victor Ruprich-Robert[18]. Ce clocheton rappelle par sa forme générale et son emplacement sur un contrefort, ceux qui sont juchés aux extrémités des bras du transept de l'église Saint-Nicolas de Caen[N 3]. Mais à Ouistreham, les petites baies géminées sont plus sophistiquées avec leurs colonnettes centrales coiffées par un chapiteau et des sculptures animalières sont disposées aux quatre coins du  toit.

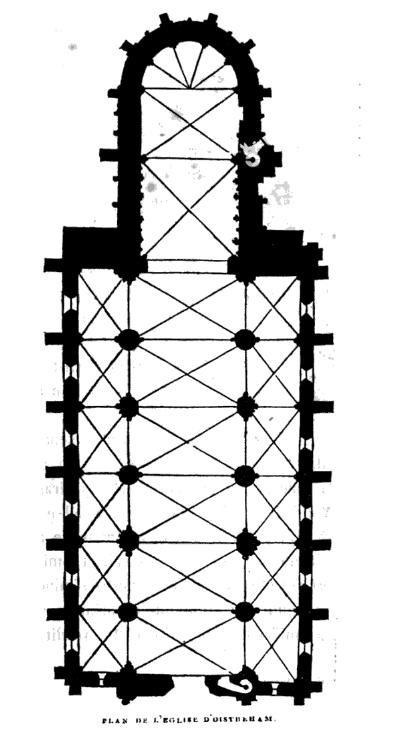
Plan de l'église avant 1846 avec les deux petits escaliers dans l'épaisseur des murs
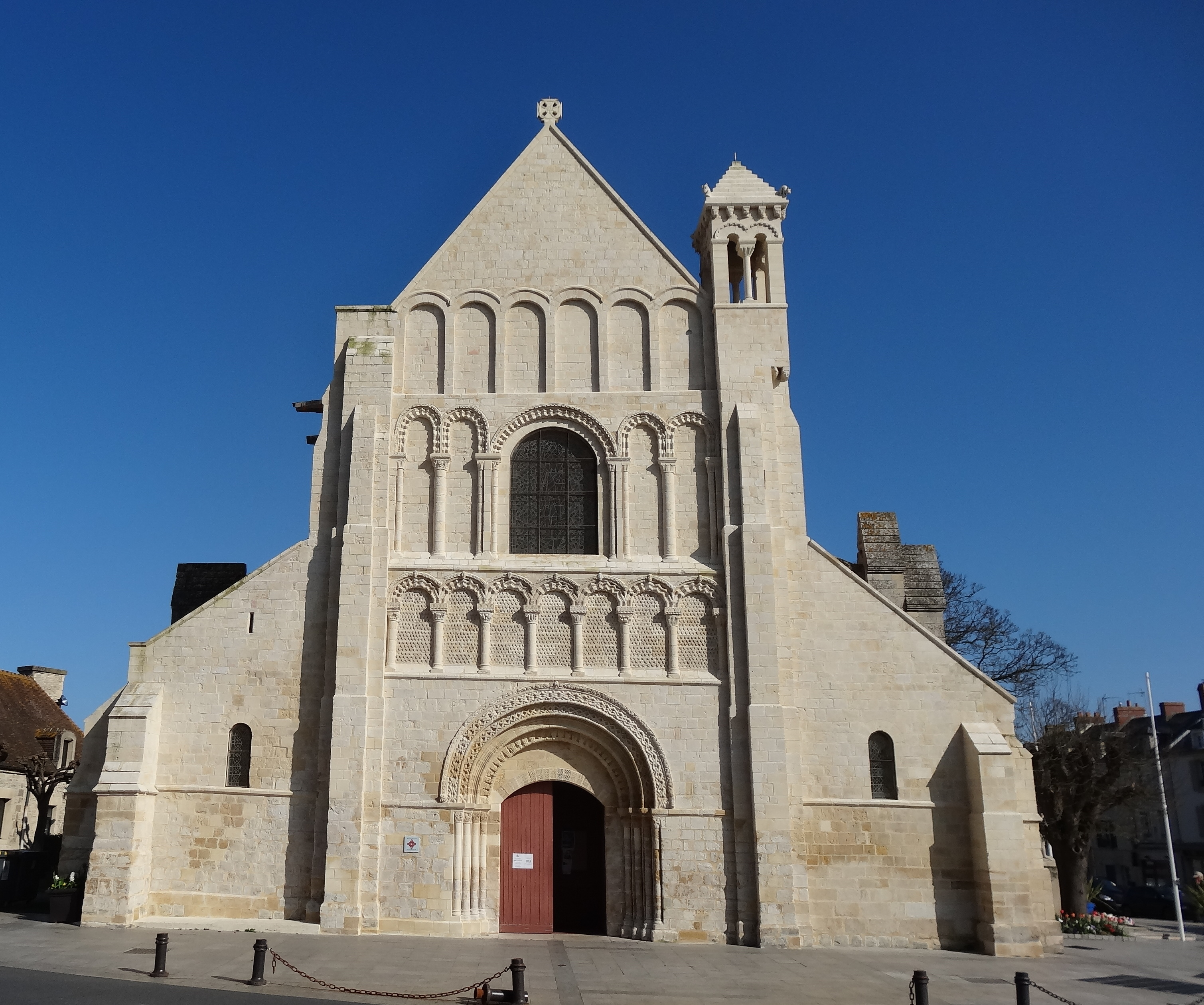
Façade occidentale et clocheton à l'angle
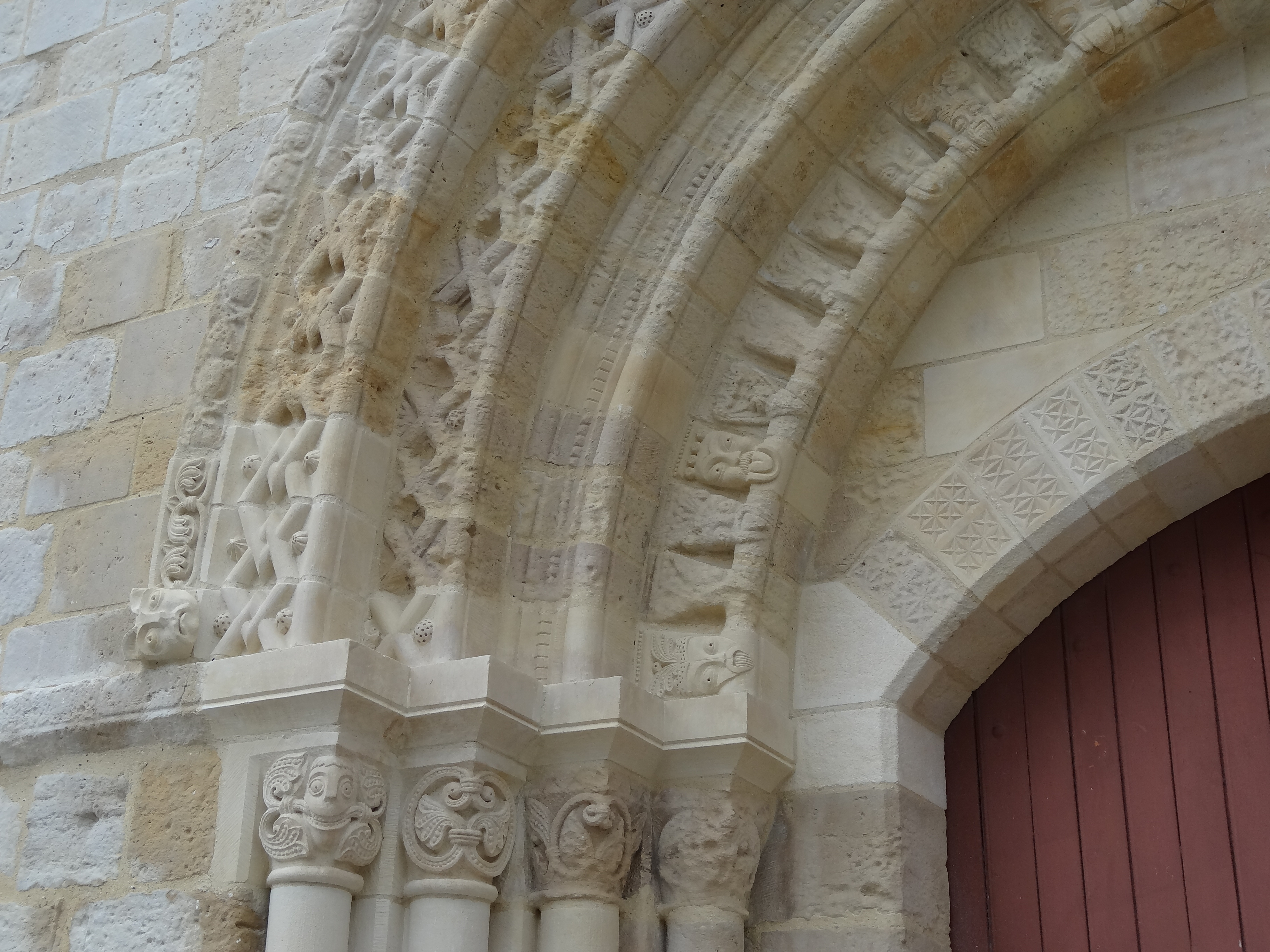
Quatre colonnettes et leurs chapiteaux et au-dessus 4 rouleaux plus un rouleau d'archivolte
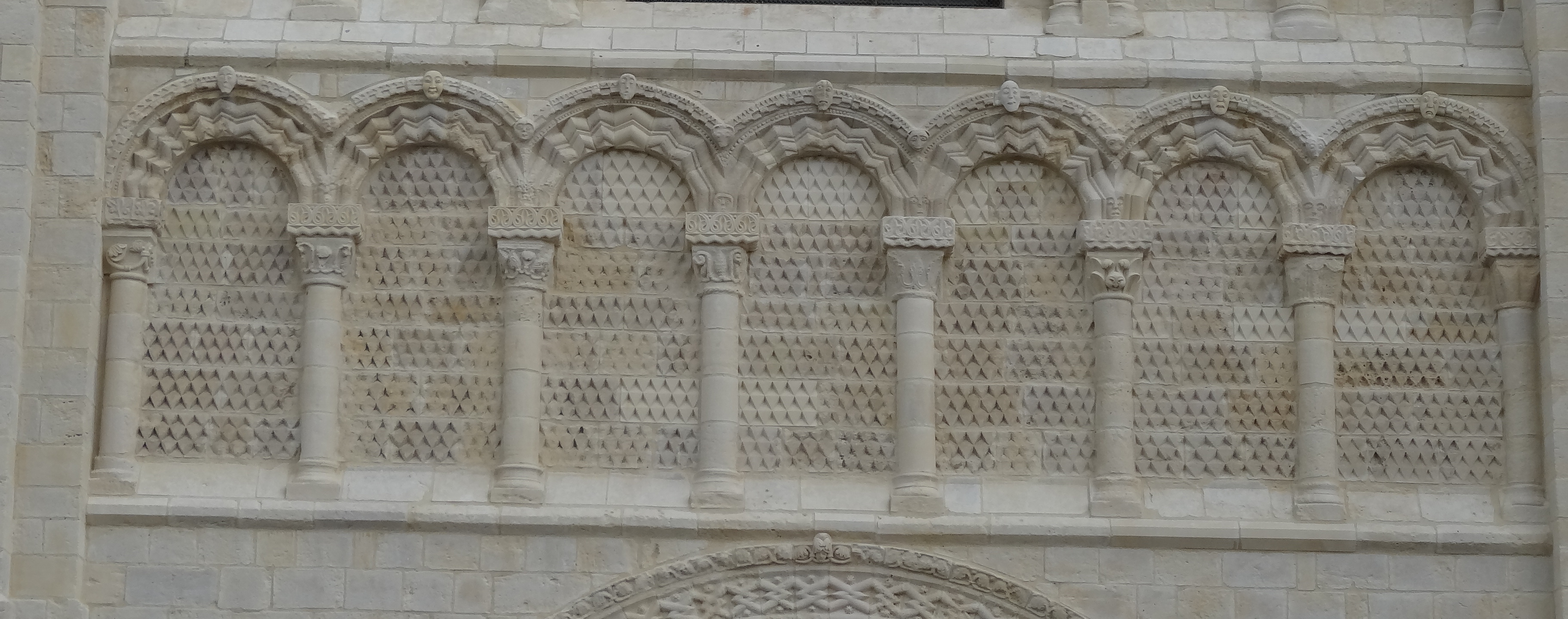
Imbrications dans les arcatures très décorées au-dessus du portail

Entre les contreforts centraux, la façade  est richement décorée de trois niveaux d'arcatures entre la porte et le pignon triangulaire. Toutes les ouvertures et arcatures sont en plein-cintre.
La porte en arc surbaissé  est encadrée par des colonnettes  qui supportent quatre rouleaux par l'intermédiaire de chapiteaux. Les rouleaux  sont ornés de têtes plates, de tores, de bâtons brisés en losange, la dernière rangée de bâtons brisés formant une chaîne. Un rouleau d'archivolte terminé de chaque côté par une petite tête sculptée couronne le  tout. Le tympan n'est décoré que  d'une rangée de claveaux sculptés d'étoiles.
Le premier étage est décoré d'une arcature constituée d'une suite de sept petites baies aveugles aux archivoltes décorées de bâtons brisés et d'un rouleau d'archivolte orné en son milieu, et à chacune de ses extrémités, d'une petite tête. Toute l'arcature est remplie d'imbricationsen forme de tapis de triangles semblables à celles du mur goutterot sud de la Trinité de Caen ,  
Au deuxième étage une large baie vitrée est entourée de chaque côté par deux baies aveugles plus étroites mais de même hauteur. Les chapiteaux sont sculptés, les archivoltes, comme celles du premier étage, sont décorées de bâtons brisés.
Le troisième niveau est très sobrement garni de six baies aveugles sans décoration sous le pignon, lui aussi à nu.
- Les murs gouttereaux de la nef sont épaulés par des arcs-boutants rajoutés après-coup  sur les contreforts romans. Seul le mur nord a conservé les arcatures qui couraient à l'origine tout autour du monument[24].

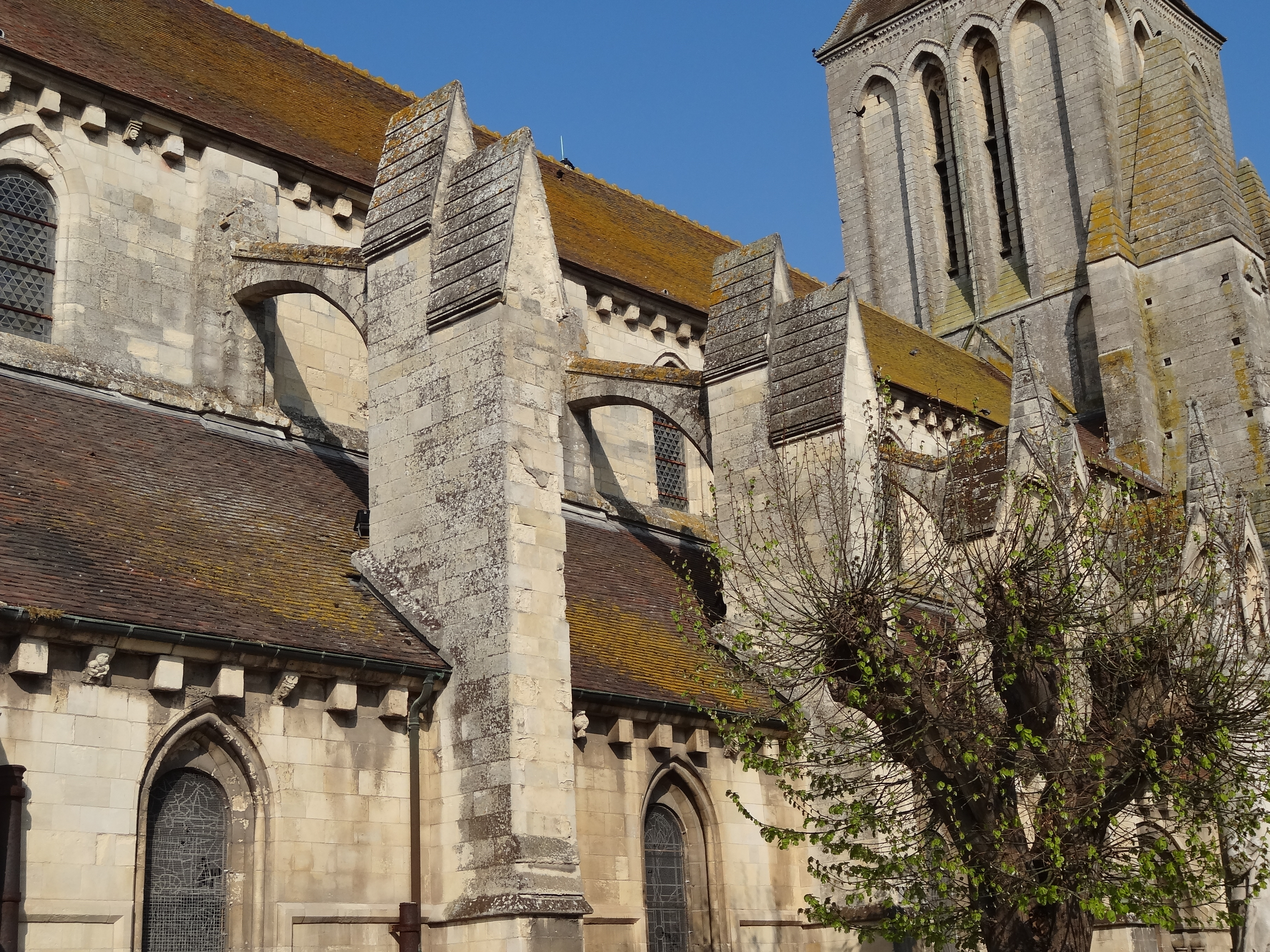
Arcs-boutants de la nef
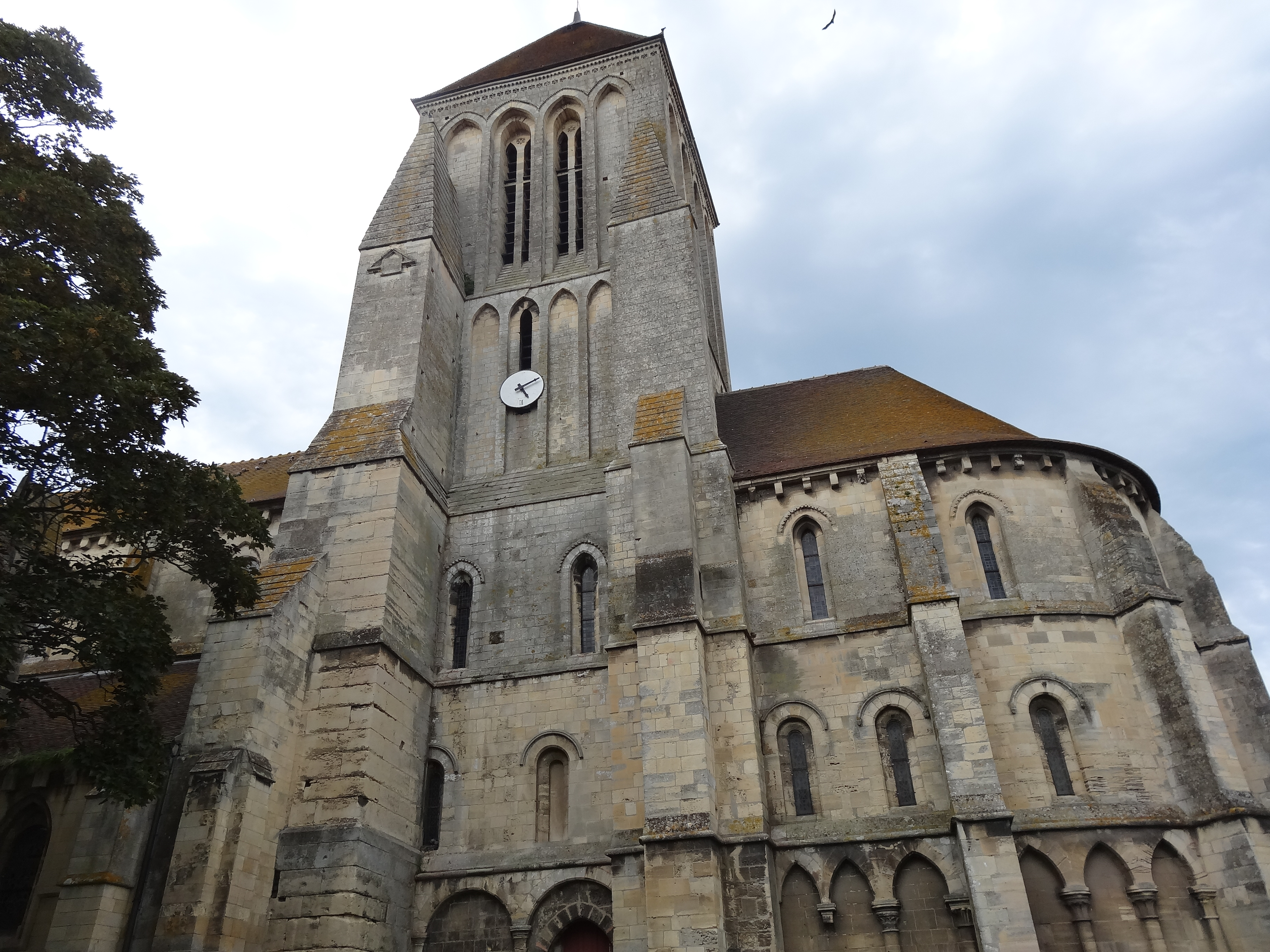
Tour-clocher et chevet

- La tour massive, épaulée au sud par deux énormes contreforts surmontés d'une flèche de pierre, repose sur deux travées d’avant-chœur aux baies en plein-cintre de tradition romane sauf celles du troisième niveau. Les deux lancettes et les arcatures du clocher au-dessus sont en arc brisé. Le toit est souligné par une frise de trèfles.

- Le chevet en abside est un peu plus étroit que la nef[25]. Il comprend trois étages. Le premier niveau est un soubassement garni de baies aveugles très étroites aux arcs brisés très prononcés. Aux deux autres niveaux, les fenêtres sont de la même forme très étroite et allongée et surmontées d'un mince cordon mouluré, mais seules celles du troisième niveau sont en arc brisé.

### L'intérieur
- La nef

Elle a été entièrement refaite au XIXe siècle dans le style roman par remise en état ou reconstruction. Il ne reste que très peu d'éléments rescapés du XIIe : la partie inférieure des piliers du mur de la façade occidentale, une petite porte dont le seuil a été surélevé ouverte sur  un petit escalier menant au clocheton rétabli par Ruprich-Robert à l'angle de la façade occidentale.
La nef comporte six travées. Les  voûtes que Ruprich-Robert voulait restituer telles qu'elles avaient été imaginées et réalisées au XIIe siècle étaient faussement sexpartites comme celles de la Trinité de Caen et des églises de Bernières et de St Gabriel- Brécy. Chaque voûte aurait dû être soutenue par une croisée de deux ogives et par deux  arcs-diaphragme.  Mais l'architecte P. de la Roque qui a terminé le travail a jugé ces voûtes archaïques et trop lourdes et les a remplacées par deux voûtes sexpartites c'est-à-dire soutenues par deux ogives et deux simples doubleaux. Les deux travées proches du chœur sont couvertes d'une fausse voûte d'ogives en bois.
L'alternance de piles fortes et faibles est observée sur toute la longueur de la nef. Les piles fortes sont cruciformes . Elles reçoivent les ogives et les doubleaux des voûtes.  Les piles faibles  sont circulaires et les demi-colonnes qui leur sont accolées ne soutiennent qu'un doubleau. Ces piliers soutiennent des arcades ouvertes sur les bas-côtés. Au-dessus de chaque arcade une haute fenêtre en plein-cintre ornée de frettes crénelées éclaire la nef. Ces fenêtres sont encadrées par les petites baies romanes découvertes par V. Ruprich-Robert. Derrière ces petites baies une coursière semblable à celle de la Trinité permet de circuler en hauteur tout autour de la nef. L'arc triomphal , assez discret, est orné de tores, de plusieurs rangées de chevrons et d'un rang de billettes.  Tous ces  décors géométriques de tores, frettes crénelées, bâtons brisés, godrons, cordons perlés restaurés ou recréés au XIXe siècle se retrouvent dans les églises romanes de la région. On remarque surtout une abondance de tores sous les arcs et de godrons, sur les chapiteaux des piliers.

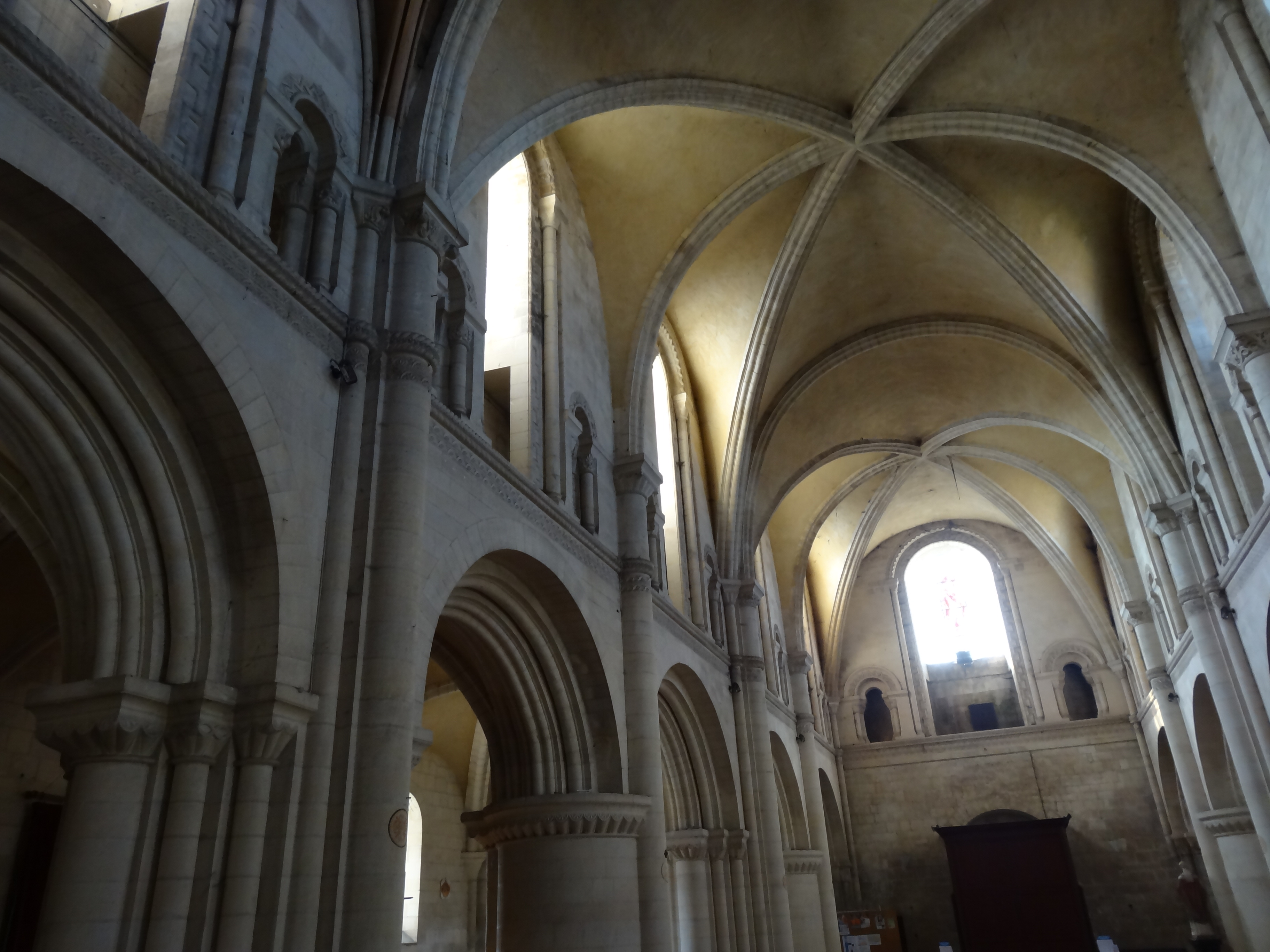
Parties hautes de la nef
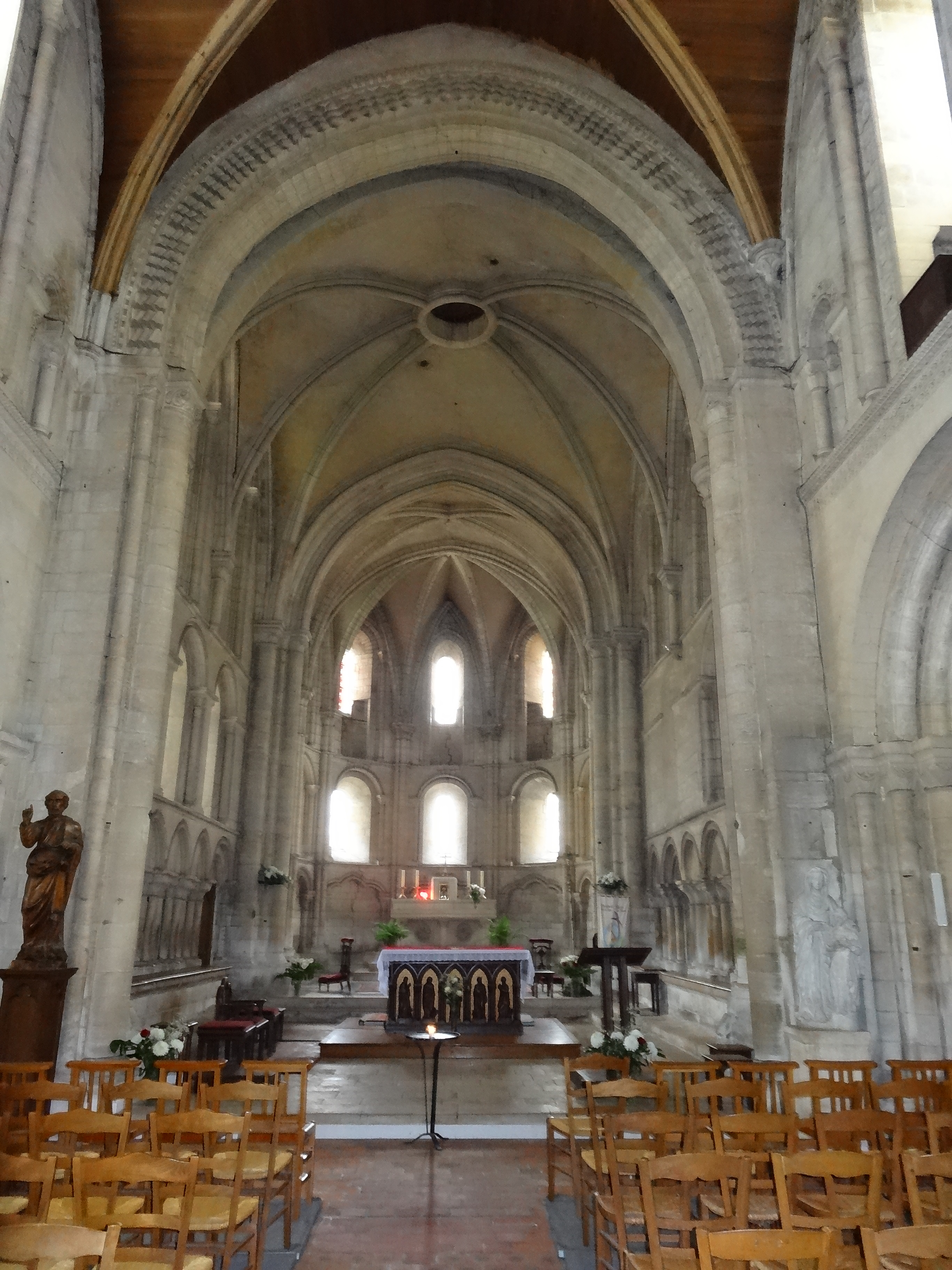
arc triomphal, avant-chœur et chœur
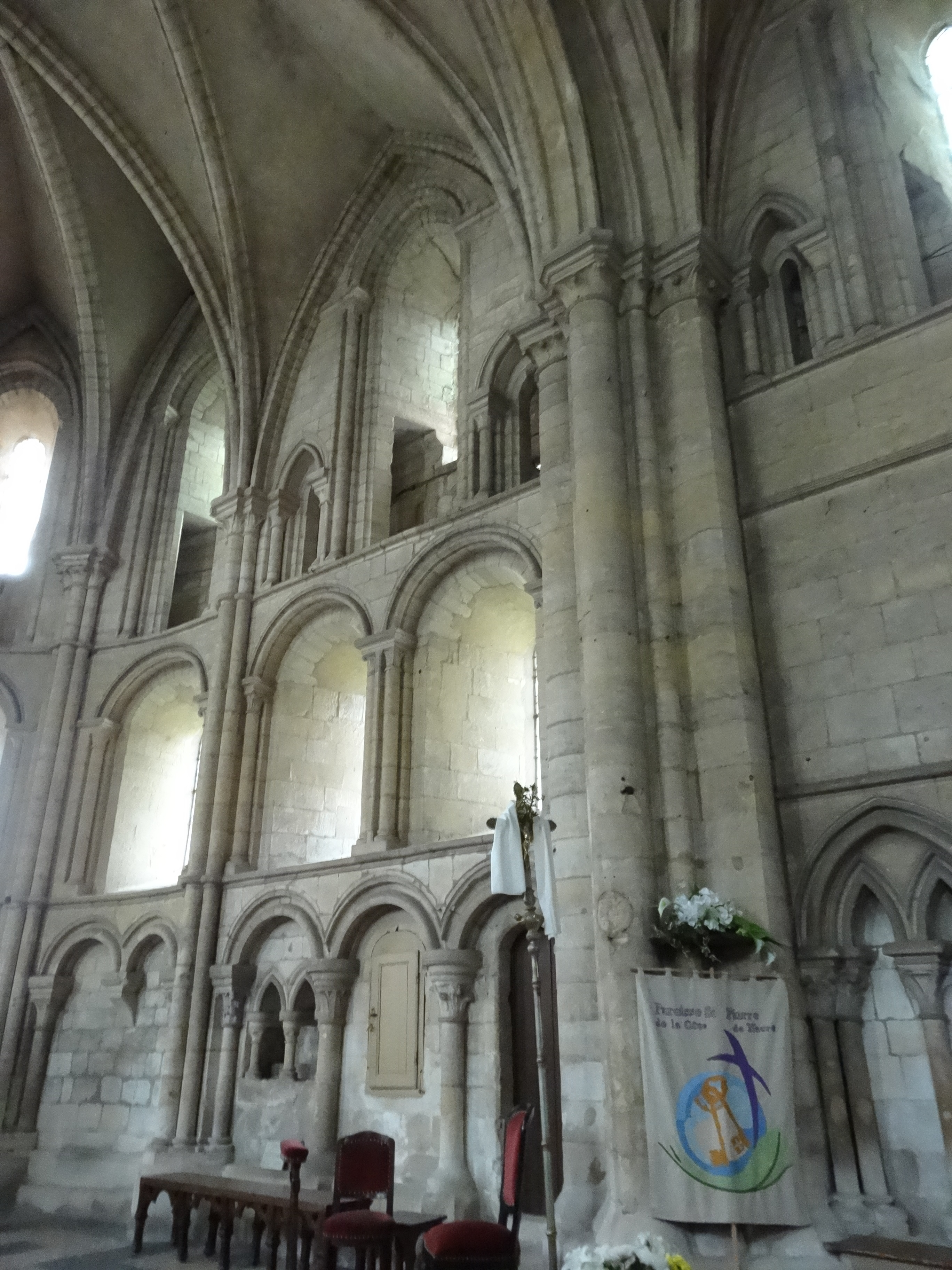
Mur sud du chœur avec ses crédences géminées et la porte d'accès à la coursière

- Le Chœur

Il a été construit entre la fin du XIIe siècle et le début du XIIIe siècle. Il présente sur ses trois étages un mélange d'arcatures et de fenêtres en arc brisé ou en plein-cintre, des chapiteaux à crochets, quelques tailloirs et socles ronds qui annoncent le début du style gothique normand,. Seules les fenêtres du premier étage sont toutes en plein-cintre . Mais un cordon simplement mouluré d'un tore court entre chaque étage tout autour du chœur en baguant même les colonnes pour assurer la continuité de l'ensemble. La coursière du deuxième étage de la nef est prolongée au même niveau sous les fenêtres hautes sur tout le pourtour du chœur. On accède à cette galerie de circulation par un escalier caché dans un pilier côté sud entre l’avant-chœur et le chœur.
L’avant-chœur porte la tour où sont installées les cloches que l'on pouvait actionner autrefois grâce aux trous visibles autour de l'anneau central qui sert de clef pour la voûte sexpartite qui couvre les deux travées . Le chœur couvert d'une voûte quadripartite est terminé par une abside en demi-cercle percée de deux rangées de trois baies au-dessus de trois arcs surbaissés trilobés.